# Kościół św. Stanisława Biskupa i Męczennika w Skarbimierzu
Kościół św. Stanisława Biskupa i Męczennika – rzymskokatolicki kościół parafialny w Skarbimierzu-Osiedle. Świątynia jest położona w dekanacie Brzeg południe w Archidiecezji Wrocławskiej.

## Historia kościoła
Początkowo Skarbimierz nie miał swojej parafii, a mieszkający tu katolicy uczęszczali na Msze Święte do pobliskich kościołów, w Małujowicach i w Brzegu.
W ok. 1994 roku teren osiedla i jego mieszkańców wzięto pod opiekę duszpasterską przez parafię pw. Miłosierdzia Bożego w Brzegu.